# Фріц Кортнер
Фріц Ко́ртнер, справжнє ім'я Фріц Натан Кон (нім. Fritz Kortner, Fritz Nathan Kohn, 12 травня 1892, Відень — 22 липня 1970, Мюнхен) — австрійський і німецький актор, режисер театру і кіно, сценарист.

## Біографія
Навчався у Віденському університеті музики і виконавського мистецтва. У 1911 році увійшов до берлінської трупи Макса Рейнгардта, у 1916році — до трупи Леопольда Йєснера. У 1915 році дебютував у кіно, активно знімався у фільмах Гарі Піля, а також Фрідріха Вільгельма Мурнау, Роберта Віне, Георга Вільгельм Пабста та ін.
У театрі грав у драмах Шекспіра Гамлет, Отелло, Венеційський купець), Бюхнера (Смерть Дантона).
Після приходу нацистів до влади емігрував до Великої Британії (1933), потім до США (1937). У 1949 повернувся до Німеччини, продовжив роботу актора і режисера.
Почесна премія німецького кіно (1966).

## Творчість

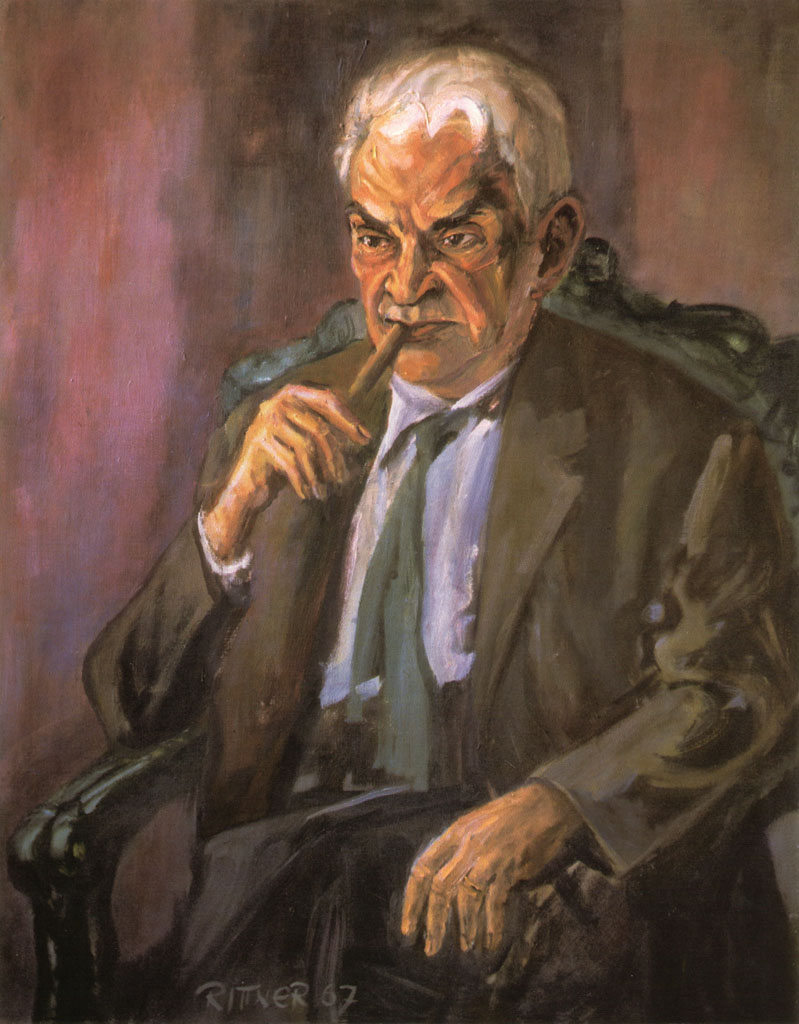
Гюнтер Ріттнер. Портрет Фріца Кортнера, 1967

Зіграв більше 90 ролей в кіно, нерідко виконував ролі росіян в костюмних історичних драмах, а також в інсценуваннях романів Достоєвського. Один з перших режисерів-постановників драм Беккета.
Написав книгу спогадів «Кожен вечір» (1959, багаторазово перевидавалася).
Серед учнів Кортнера — Петер Штайн.

## Режисерські роботи в театрі
- 1949: Батько А.Стріндберга
- 1951: Мінна фон Барнхельм Г. Е. Лессінга
- 1953: Привиди Ібсена
- 1954: Чекаючи Годо Беккета
- 1961: Тімон Афінський Шекспіра
- 1962: Отелло Шекспіра
- 1963: Річард III Шекспіра
- 1963: Леонс і Лєна Бюхнера
- 1965: Підступність і кохання Шіллера

## Режисерські роботи в кіно
- 1931: Старанний грішник / Der brave Sünder (за п'єсою В.Катаєва Розтратники)
- 1955: Сараєво / Sarajevo
- 1955: Місто повне таємниць / Die Stadt ist voller Geheimnisse
- 1961: Місія Лісістрати / Die Sendung der Lysistrata (за Арістофаном, телефільм)
- 1969: Буря / Sturm (за Шекспіром, телефільм)
- 1970: Клавіго / Clavigo (телефільм)

## Акторські роботи в кіно
- 1920: Сатана / Satanas (реж. Ф. Мурнау)
- 1920: Ніч королеви Ізабели / Die Nacht der Königin Isabeau (реж. Роберт Віне)
- 1921: Брати Карамазови / Die Brüder Karamasoff (реж. Карл Фроліх, за Достоевським)
- 1921: Чорний хід / Hintertreppe (1921, Леопольд Есснер, Пауль Лені)
- 1922: Луїза Міллер / Luise Millerin (реж. Карл Фроліх, за Шиллером)
- 1922: Петро Великий / Peter der Große
- 1923: Нора / Nora (реж. Бертольд Фіртель, за Ібсеном)
- 1924: Руки Орлака / Orlacs Hände (реж. Р. Віне)
- 1927: Марія Стюарт / Maria Stuart (реж. Леопольд Есснер, Фрідріх Фехер)
- 1927: Мата Харі, червона танцівниця / Mata Hari, die rote Tänzeri (реж. Фрідріх Фехер)
- 1927: Життя Бетховена / Das Leben des Beethoven
- 1928: Маркіз де Еон, шпигун мадам Помпадур / Marquis d'Eon, der Spion der Pompadour (реж. Карл Ґруне)
- 1929: Скринька Пандори / Die Büchse der Pandora (реж. Г. В. Пабст, за Ведекіндом)
- 1929: Корабель втрачених душ / Das Schiff der verlorenen Menschen (реж. Моріс Турнер)
- 1930: Інший / Der Andere (реж. Р. Віне)
- 1930: Дрейфус / Dreyfus (реж. Ріхард Освальд)
- 1931: Брати Карамазови / Les frères Karamazoff (реж. Федір Оцеп, за Достоевським)
- 1931: Дантон / Danton
- 1935: Абула проклятий / Abdul the Damned (реж. Карл Груне)
- 1943: Дивна смерть Адольфа Гітлера / The Strange Death of Adolf Hitle (реж. Джеймс Хоген)
- 1944: Банда Гітлера / The Hitler Gang
- 1946: Десь у ночі / Somewhere in the Night (реж. Джозеф Манкевич)
- 1946: Дружина Монте-Крісто / The Wife of Monte Cristo
- 1948: Берлінський експрес / Berlin Express (реж. Жак Турнер)
- 1949: Поклик / Der Ruf (реж. Йозеф фон Бакі)
- 1951: Синя борода / Barbe-Bleue (реж. Крістіан Жак)
- 1968: Венеційський купець / Der Kaufmann von Venedig (реж. Отто Шенк, за Шекспіром)